# Afroparaguayo
Se conoce como afroparaguayos a los ciudadanos de la República del Paraguay con la mayor parte de sus orígenes en el África
Al igual que en el resto del continente americano, los afroparaguayos son en su gran mayoría descendientes de los pobladores negros traídos en calidad de esclavos para realizar el trabajo pesado, como trabajar las tierras, así también como servidumbre. 
Históricamente, la población negra en Paraguay nunca fue muy numerosa. Sin embargo, hacia finales del período colonial, la población afroparaguaya rondaba el 11% de la población total, la mitad de ellos, concentrándose en Asunción, la capital del país.
La mayoría de ellos residen en las comunidades de Kambá Kua de Fernando de la Mora (Gran Asunción); Kambá Kokue en las fuera de Paraguarí, y Pardos Libres de la ciudad de Emboscada. En la actualidad, la población que desciende mayormente de africanos (ya que tienen un gran nivel de mestizaje, siendo casi todos también descendientes parcialmente de indígenas y europeos) representa entre 0,13% y 2% de la población total del país.

## Denominaciones
Kambá es el nombre con el que se conoce comúnmente a los afrodescendientes en Paraguay, vocablo que se cree de origen guaraní, ya que sería una deformación de la voz "hũmba", que quiere decir, "todo negro".
Otras versiones indican que, si bien fue incorporado después al guaraní, su origen es netamente africano, ya que el término "camba" en angolés significa "amigo de color negro".
En los tiempos de la corona española, se los denominaba generalmente "negros" o bien, "pardos".

## Historia

### En la colonia
En 1518, la corona española, autorizó la venida de africanos a América como mano de obra barata. Estos no eran tan diferentes a los indígenas, ya que ara ambos, la resistencia en trabajos pesados era la misma. La causa de la venida de estos esclavos fue producto de la peste que azotó a los indígenas en los campos. 
Los primeros esclavos africanos estuvieron asentados en el Caribe, que al principio fueron 4000, y eran sometidos por los portugueses que no poseían mano de obra indígena ya que los nativos de esa zona eran más difíciles al sometimiento en masa. Dos siglos después, llegaron a alcanzar la suma de 14000000 en América Latina. 
La esclavitud en el Paraguay inició en 1556, durante el mandato del gobernador Hernando Arias de Saavedra.
Aunque se considera que fue el país que tuvo menos esclavos, en el siglo XVII, estos llegaron a constituir el 12% de Asunción y sus alrededores. Los esclavos eran originarios de Guinea, Nigeria y del Congo. Algunos de ellos pudieron comprar su libertad y otros fueron liberados por la voluntad de sus amos.
Generalmente, los mismos ingresaban Brasil, como parte de pago de servicio o trueque. La red de tráfico de esclavos formaban un triángulo entre América, Europa y África para la explotación de minas y servicios de exploración marítima, como así también por tierra.

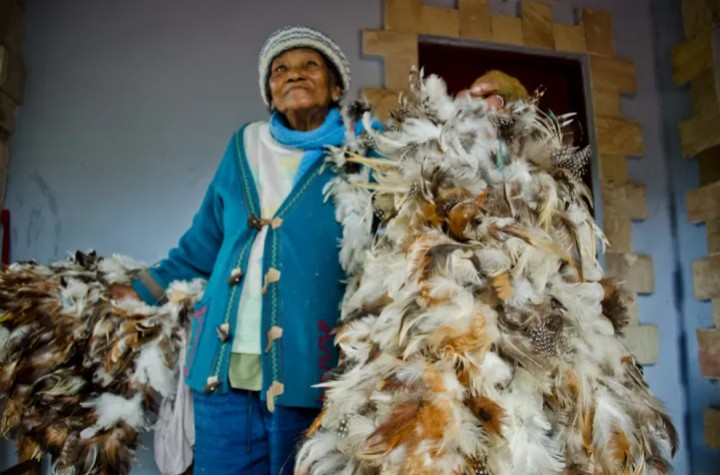
Anciana afro descendiente de Emboscada.

Los colonizadores no fueron los únicos que sometían a los negros. Las órdenes religiosas también contaban con gran cantidad de esclavos negros que constituyeron la base poblacional de Paraguarí, Roque González de Santa Cruz y Areguá. También había esclavos en Emboscada y Villeta.
Esto siempre fue bien visto por la Iglesia Católica, que de igual manera utilizaba las «prestaciones gratuitas», tanto de los aborígenes como de los esclavos africanos. Los sacerdotes, curas o religiosos que moraban en Paraguay, cada quien tenía una esclava y uno o dos esclavos como ayudantes de los oficios religiosos y quehaceres de la casa parroquial. Es aquí donde, estos, fueron adoctrinados como recompensas a sus sacrificios por la ayuda sometida por parte de la Iglesia, quienes eran comprados escapando totalmente a sus preceptos de libertades de derecho. 
El guaraní era el preferido de los curas, ya que con la característica de ser dócil y buen aprendiz, desempeñaba mejor sus oficios de sirviente. Según Fray Bartolomé de las Casas, la venida de los esclavos africanos fue «un alivio para los nativos que estaban siendo dura e inhumanamente tratados».

### En tiempos de la República
Los cónsules Carlos Antonio López y Mariano Roque Alonso convocaron un Congreso General Extraordinario el 25 de noviembre de 1842, que entre otras determinaciones, estableció la ley de “Libertad de Vientres”.
Ya que la esclavitud era trasmitida por la línea materna, se declaró que todos los nacidos de madre esclava a partir del 1 de enero de 1843; serían llamados libertos de la República. No obstante, debían permanecer con su madre en la casa del dueño, los varones hasta los 25 años y las mujeres hasta los 24 años. No se conoce nadie que haya sido liberado de la esclavitud por esa vía. La guerra los llevó a todos al campo de batalla, donde perecieron la mayoría de los esclavos.
Para 1846, año del último censo antes de la guerra contra la Triple Alianza, más del 4% de la población era esclava. Durante el conflicto, 6.000 esclavos negros fueron reclutados. En 1869, el Triunvirato inició el proceso para proscribir la esclavitud en el país, pero apenas 450 esclavos disfrutaron de este logro, ya que el resto había quedado en el campo de batalla.
Finalmente, la esclavitud fue definitivamente abolida en la Constitución de 1870.

### El batallónNambi'i

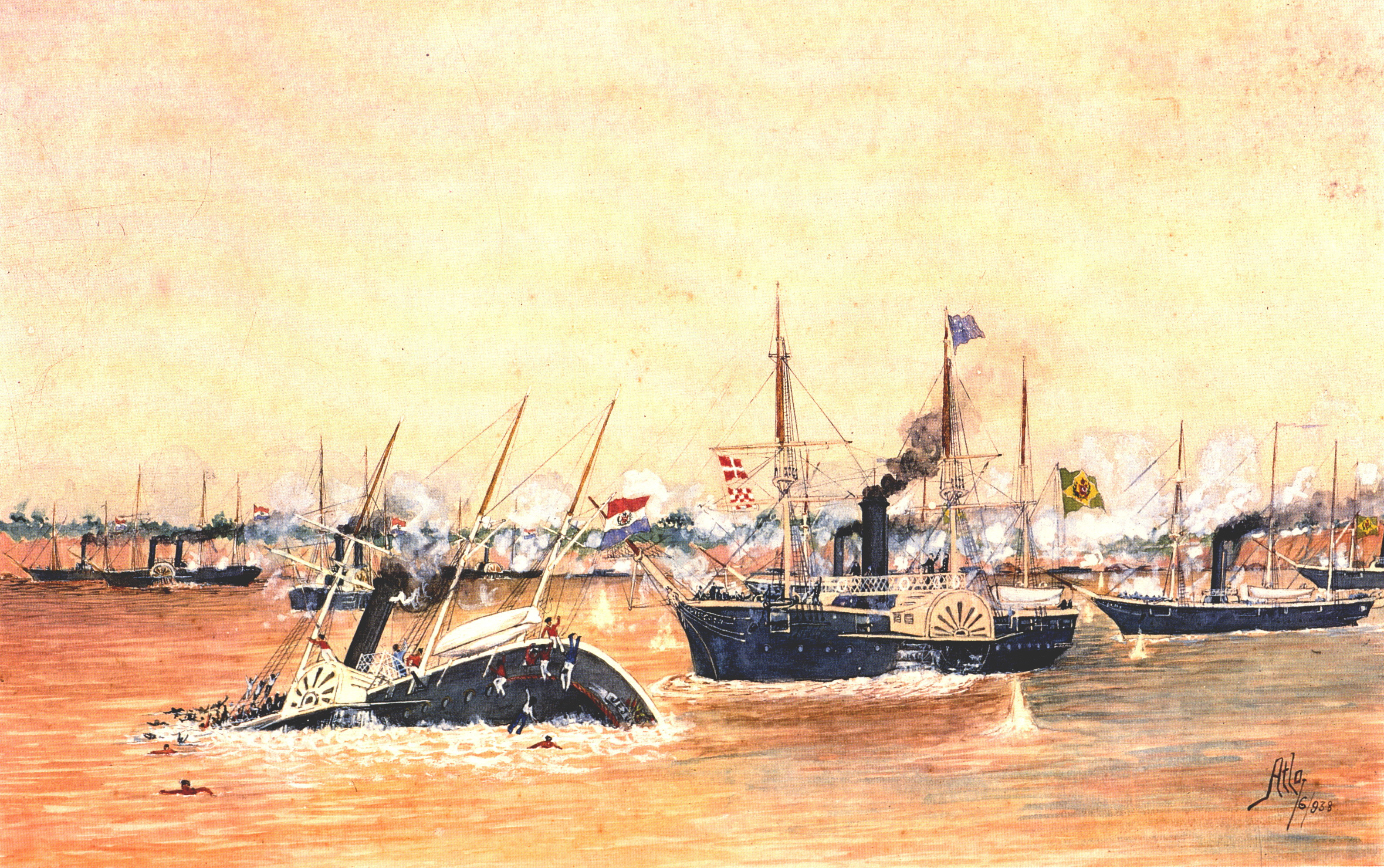
Los afroparaguayos del batallón Nº 6 “Nambi`í”, tuvieron una gran actuación en la batalla naval de Riachuelo.

En 1866 se formó un batallón denominado “Nambi´i” ("orejitas" en guaraní, en alusión a sus pequeños pabellones auditivos), que era conformado por los libertos descendientes del grupo que trajo Artigas. Entre estos bravos guerreros descollaba la figura del Sargento Cándido Silva, éste fue quien con su clarinada anunció la victoria paraguaya en la batalla de Curupayty al mando del general José Eduvigis Díaz.
El batallón N.º 6 “Nambi`í”, fue respetado por su bravura y por los logros obtenidos en la batalla de Riachuelo, al sur de Corrientes, siendo condecorados por el Mariscal López, “tras haber abordado el Belmonte e izado hasta el tope la enseña paraguaya”.
Además, se hicieron famosos por su participación en el asalto y toma de la fortaleza de Coímbra, y por su enfrentamiento con el regimiento uruguayo “Florida”.

## Censo del 2007
En el año 2007, la Asociación Afroparaguaya Kamba Cuá (AAPKC), organizó  un censo. De hecho, se trata del único censo de población de las tres comunidades afro conocidas en Paraguay: Kamba Kuá, a las afueras de Asunción, Kamba Kokué, en las afueras de Paraguarí, y en la ciudad de Emboscada. 
Para realizar el censo contaron con el apoyo de la Fundación Interamericana de los Estados Unidos, de Mundo Afro de Uruguay y de la Dirección General de Estadística, Encuestas y Censos. 

## Comunidades

### Kambá Kua
Es una comunidad situada en la ciudad de Fernando de la Mora, a 10 kilómetros del centro de Asunción, que también es conocida con el nombre de barrio Loma Campamento.
La mayoría de las 300 familias residentes, descienden de los esclavos y negros libres al servicio del general José Gervasio Artigas durante la lucha de Uruguay por su independencia de España. En el decenio de 1820, estas tropas leales y algunos familiares siguieron a Artigas al exilio en Paraguay, donde el gobierno del Dr. Francia les dio semillas, animales y 100 hectáreas de tierras aptas para el cultivo, ocupación a la que se dedicaron ellos y sus descendientes por más de un siglo.
Su nombre, inicialmente despectivo, proviene del guaraní y la traducción sería “cueva de negros”.
Los fundadores de la comunidad fueron un regimiento de 250 lanceros, hombres y mujeres que acompañaron al caudillo uruguayo José Gervasio Artigas, en su exilio al Paraguay en 1820.
El entonces gobernador del país, Gaspar Rodríguez de Francia, le dio refugio pero cuidó que no conservara ninguna influencia política, ni mantuviera correspondencia con nadie fuera del Paraguay. Su único acompañante durante el resto de su vida fue el Negro Ansina. Separó a Artigas de sus soldados y les otorgó terrenos productivos en las proximidades de la ciudad de Asunción, mientras a José Gervasio Artigas se le dio una granja en la distante Curuguaty. 
La tierra fue distribuida de forma equitativa y a cada familia se le otorgó una vaca, una yunta de bueyes, un arado y semillas, para asegurar su manutención y supervivencia. El proceso de adaptación no fue muy sencillo pero se logró en un plazo relativamente corto, transformar esta comunidad en un grupo productivo y económicamente pujante, que se autoabastecía y comercializaba los excedentes de producción con sus vecinos o en los diferentes mercados de Asunción. La comunidad estaba integrada muy bien en el conjunto de la vida paraguaya manteniendo una cultura diferenciada que incorporaba elementos derivados y heredados de sus raíces africanas. La paz de la comunidad fue alterada durante la guerra de la Triple Alianza, 1864-1870, cuando Paraguay peleó contra Argentina, Brasil y Uruguay. Muchos hombres pertenecientes a la comunidad Kamba Kua fueron enrolados en el ejército paraguayo, y junto al resto del país, sufrieron tremendas pérdidas de vidas.
La comunidad tiene un fuerte problema relacionado con la ausencia de un título formal con respecto a la posesión de sus tierras. A pesar de que el presidente de Paraguay en aquel entonces, Rodríguez de Francia, les otorgara 100 hectáreas de tierras a los Lanceros, el Estado retuvo la propiedad de la tierra y no existía documento alguno para validar la posesión de la comunidad Kamba Kua. 
Antes del advenimiento de Morinigo al poder esto no había constituido un problema, la comunidad podía declarar sus 120 años continuos de residencia y ocupación. Pero la tierra de los Kamba Kua se volvía cada día de mayor valor especulativo, Asunción se expandía y el vecindario inmediato de Kamba Kua, la Municipalidad de Fernando de la Mora se transformó gradualmente en el centro urbano de la ciudad capital. Mejoras en el transporte significaron que Fernando de la Mora fuese un lugar mucho más deseable para residir para aquellos que trabajaban en Asunción.En 1943 Morinigo redactó una orden presidencial por la cual expropió algunas de las tierras más productivas de la comunidad concediéndoselas a algunos de sus más preciados aliados. Este fue un golpe de gran impacto hacia la comunidad. En 1967, la situación empeoró aún más con la presidencia de Alfredo Stroessner, quien expropió 50 hectáreas de las mejores tierras que quedaban en manos de la comunidad. Las mismas fueron concedidas a la Universidad Nacional y por su parte el gobierno vendió tierras a particulares.
Finalmente las tierras que quedaban en manos de los Kamba Kua eran 7 hectáreas. Tampoco se pagó ningún tipo de compensación a los miembros de la comunidad por la pérdida de esas tierras. Todo este conflicto marca una larga lucha en pro de recuperar las tierras, que les pertenecía por derecho.

### Kambá Kokué
Antes del censo de afrodescendientes paraguayos de 2007, la existencia de Kamba Kokué era ignorada. 
Se trata de una pequeña comunidad afro que hasta entonces no era conocida por los demás paraguayos de origen africano. El barrio de Kamba Kokué, a las afueras de la ciudad de Paraguarí, a 70 km de Asunción, fue rebautizado con el nombre de Virgen de Caacupé, pero los vecinos todavía emplean el nombre tradicional Kamba Kokué, que significa “chacra de los negros”.
La comunidad se remonta a la época de las “estancias” de las órdenes religiosas en la época colonial, y en ella vivían 530 esclavos, entre adultos y niños. 

### Emboscada

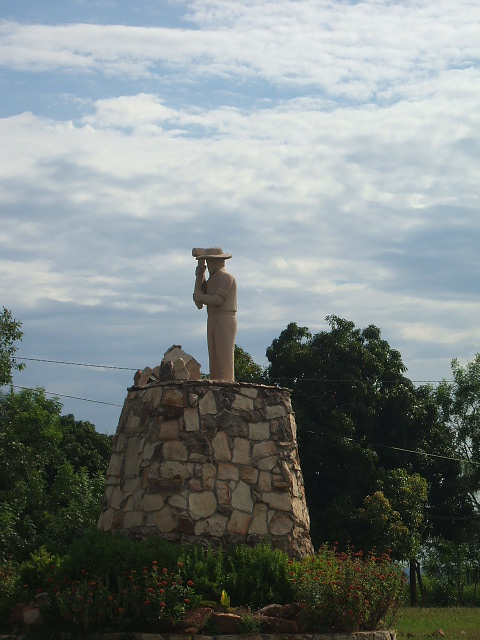
Monumento a los canteros de Emboscada.

Durante el período colonial se fundaron varios pueblos de africanos esclavizados y libres en Paraguay, como consecuencia de la hostilidad de los grupos indígenas. El primero de ellos en Tabapy, otros sobre la misma época en Areguá y Guarambaré, pero hoy en día quedan muy pocos y no hay conciencia de sus orígenes afrocoloniales.
En 1740 se fue fundado el pueblo de San Agustín de la Emboscada de los Pardos Libres por Rafael de la Moneda, gobernador del Paraguay. Un destacamento de afrodescendientes y pardos libres fue trasladado de Tabapy a Emboscada, otros llegaron desde Asunción debido, según las crónicas de la época, a los constantes ataques de los indígenas mbayás.
Supuestamente, los negros y mulatos reubicados en Emboscada recibieron una libertad condicionada a su participación en las guarniciones militares. Es por ello que Emboscada se conoce como el pueblo de los pardos libres, a pesar de que muchos de los pobladores originales eran aún esclavos. 
En algunos barrios de la localidad de Emboscada, como el de Minas, celebran su fiesta patronal de San Francisco Solano el 24 de julio, utilizando atuendos del kamba ra´anga y guaikurú ra´anga, figura/imagen de negro  y figura/imagen de guaikurú, siendo los guaikurúes uno de los pueblos chaqueños que tenían a mal traer a la población española colonial. 
En 2001 se funda la Asociación de Afrodescendientes de Emboscada. Es en esta localidad donde hay una mayor concentración de afrodescendientes, un 58% de la población total, y es aquí donde la carencia de infraestructuras y de políticas sociales se evidencia. La mayoría de los trabajadores se desgasta día a día en la cantera, donde están expuestos a enfermedades pulmonares, lo que disminuye la esperanza de vida, de tal forma que apenas llegan a los 33 años.
Asimismo, ha sido conformado un elenco de danzas afroamericanas, denominado "Los Pardos Libres".

## Cultura

### Fiesta Kambá
Desde la década del 80, la Asociación Afroparaguaya Kamba Kuá (AAPKC) ha venido promoviendo la cultura Afrodescendiente en Paraguay y Latinoamérica, volcada a la música y la danza con sus ritmos y bailes ancestrales.
Cada 6 de enero, la comunidad de Kamba Kua reivindica sus raíces en una fiesta callejera en honor a su santo patrón: San Baltazar, el integrante negro de los Tres Reyes Magos. Aunque San Baltazar no está reconocido por la Iglesia católica como santo, los afrodescendientes lo escogieron como su patrón por el color de su piel y porque es de origen egipcio.
En la fiesta, que mezcla la religiosidad católica con las tradiciones africanas, confluyen hasta seis ritmos diferentes y bailes como el “kuarahy”, con los participantes alzando sus brazos al cielo como lo hacían sus antepasados africanos cuando elevaban sus peticiones al cielo.

### Ballet Kambá Kua
El ballet de Kamba Kua está compuesto por 22 personas bajo la dirección de Benito Medina, además de los bailarines integran el elenco un grupo de 10 instrumentistas que tocan el tambor.

## Personas destacadas
- Susana Arce: presidenta de la Comisión Afrodescendiente de Kamba Kokué.
- Esteban Arguello: miembro de la Comisión Afrodescendiente de Kamba Kokué.
- Cándido Silva: soldado trompetista del batallón n°6 "Nambi'i" del Ejército Paraguayo, anunció con su trompeta la victoria paraguaya en la Batalla de Curupaytí.
- Ramona Martínez: mujer esclava de destacada actuación en la Batalla de Itá Ybaté.
- Benito Medina: director del ballet "Grupo Tradicional Kamba Cuá".
- José Carlos Medina Alfonso: expresidente de la Red Paraguaya de Afrodescendientes (RPA).
- Lázaro Medina: exdirector del ballet "Grupo Tradicional Kamba Cuá"; expresidente de la Asociación Afrodescendiente Kamba Kuá
- Santiago Medina: fundador y exdirector del ballet "Grupo Tradicional Kamba Cuá".
- Fulgencio R. Moreno: periodista, diplomático e historiador.
- Patricio Zárate: actual presidente de la RPA y director del grupo de danzas "Pardos Libres" de Emboscada.